# Ptochophyle crypsaurea
Ptochophyle crypsaurea är en fjärilsart som beskrevs av Max Joseph Bastelberger 1908. Ptochophyle crypsaurea ingår i släktet Ptochophyle och familjen mätare. Inga underarter finns listade.